# Elvir Maloku
Elvir Maloku (Rijeka, 14 mei 1996) is een Kroatisch-Albanees voetballer die doorgaans speelt als linksbuiten. In juli 2025 verruilde hij Schwarz-Weiß Rehden voor NK Bilogora 91.

## Clubcarrière
Maloku werd geboren als zoon van Albanese ouders, maar groeide op in het Kroatische Rijeka. Daar zette hij dan ook zijn eerste schreden als voetballer. Van 2004 tot 2007 speelde hij namelijk in de jeugdopleiding van Lokomotiva Rijeka, wat hij verliet voor Stari Grad Rijeka. Daar speelde de linker aanvaller vier jaar, waarin hij ook nog werd verhuurd aan Mune en aan NK Klana, voor hij in 2012 de transfer maakte naar HNK Rijeka. Daar speelde Maloku in het team voor spelers onder de zeventien jaar en hij deed het er dermate goed met dertien goals in 26 wedstrijden, dat Hajduk Split de Albanese Kroaat over wilde nemen. Samen met zijn tevens voetballende broer Trojan maakte Maloku de overstap naar Hajduk. Zijn debuut voor de topclub kwam op 28 augustus 2013, toen hij tijdens de 1-3 overwinning op bezoek bij Lokomotiva Zagreb vijf minuten voor tijd in mocht vallen.
In 2016 vertrok Maloku naar Spanje om te spelen voor Gimnàstic, waar hij zijn handtekening zette onder een verbintenis voor de duur van vier seizoenen. In de winterstop van het seizoen 2016/17, nadat hij in een halfjaar tot drie competitieduels was gekomen, werd Maloku verhuurd aan AEK Larnaca. In de zomer van 2017 werd besloten de verhuurperiode met een jaar te verlengen, tot medio 2018. Medio 2018 werd Maloku voor de tweede maal verhuurd, dit keer aan het Sloveense NK Aluminij. Na afloop van de verhuurperiode vertrok Maloku definitief uit Spanje, om voor Olimpia Grudziądz te gaan spelen.
Na een jaar kwam de Albanees zonder club te zitten en in januari 2021 contracteerde FK Dečić hem. Een halfjaar later verkaste hij naar NK Opatija. Hier speelde hij een seizoen voor PAEEK hem naar Cyprus haalde. In juli 2023 verliet Maloku de Cypriotische club, waarna hij in oktober van dat jaar tekende bij VfR Mannheim. Aan het einde van het seizoen 2023/24 verkaste de Albanees naar Schwarz-Weiß Rehden. Hij keerde een jaar later bij NK Bilogora 91 terug in Kroatië.

## Clubstatistieken
| Seizoen | Club                | Competitie       | Competitie | Competitie | Beker | Beker | Internationaal | Internationaal | Totaal | Totaal |
| Seizoen | Club                | Competitie       | Wed.       | Dlp.       | Wed.  | Dlp.  | Wed.           | Dlp.           | Wed.   | Dlp.   |
| ------- | ------------------- | ---------------- | ---------- | ---------- | ----- | ----- | -------------- | -------------- | ------ | ------ |
| 2013/14 | Hajduk Split        | 1. HNL           | 11         | 0          | 2     | 1     | 0              | 0              | 13     | 1      |
| 2014/15 | Hajduk Split        | 1. HNL           | 15         | 2          | 3     | 1     | 3              | 0              | 21     | 3      |
| 2015/16 | Hajduk Split        | 1. HNL           | 22         | 2          | 5     | 1     | 8              | 0              | 35     | 3      |
| 2016/17 | Gimnàstic           | Segunda División | 3          | 0          | 3     | 1     | —              | —              | 6      | 1      |
| 2016/17 | → AEK Larnaca       | A Divizion       | 14         | 0          | 2     | 0     | —              | —              | 16     | 0      |
| 2017/18 | → AEK Larnaca       | A Divizion       | 5          | 1          | 4     | 0     | 2              | 0              | 11     | 1      |
| 2018/19 | → NK Aluminij       | Prva Liga        | 16         | 1          | 4     | 1     | —              | —              | 20     | 2      |
| 2019/20 | Olimpia Grudziądz   | I liga           | 21         | 1          | 1     | 0     | —              | —              | 22     | 1      |
| 2020/21 | FK Dečić            | Crnogorska Liga  | 8          | 0          | 0     | 0     | —              | —              | 8      | 0      |
| 2021/22 | NK Opatija          | 2. HNL           | 12         | 0          | 0     | 0     | —              | —              | 12     | 0      |
| 2022/23 | PAEEK               | B Divizion       | 15         | 3          | 1     | 0     | —              | —              | 16     | 3      |
| 2023/24 | VfR Mannheim        | Oberliga         | 21         | 2          | 0     | 0     | —              | —              | 21     | 2      |
| 2024/25 | Schwarz-Weiß Rehden | Oberliga         | 23         | 1          | 2     | 0     | —              | —              | 25     | 1      |
| Totaal  | Totaal              | Totaal           | 186        | 13         | 27    | 5     | 13             | 0              | 226    | 18     |

Bijgewerkt op 14 augustus 2025.

## Interlandcarrière
Maloku heeft in het verleden gespeeld voor Kroatische jeugdselecties. In juni 2015 maakte hij bekend dat hij een oproep heeft ontvangen van de Albanese voetbalbond om te spelen voor Albanië –21. De oproep was voor de vriendschappelijke wedstrijden tegen leeftijdsgenoten uit Bulgarije en Zweden in juni 2015. Maloku kondigde daarnaast ook aan dat hij in de toekomst zal spelen voor Albanië.